# بلاكاس قميو

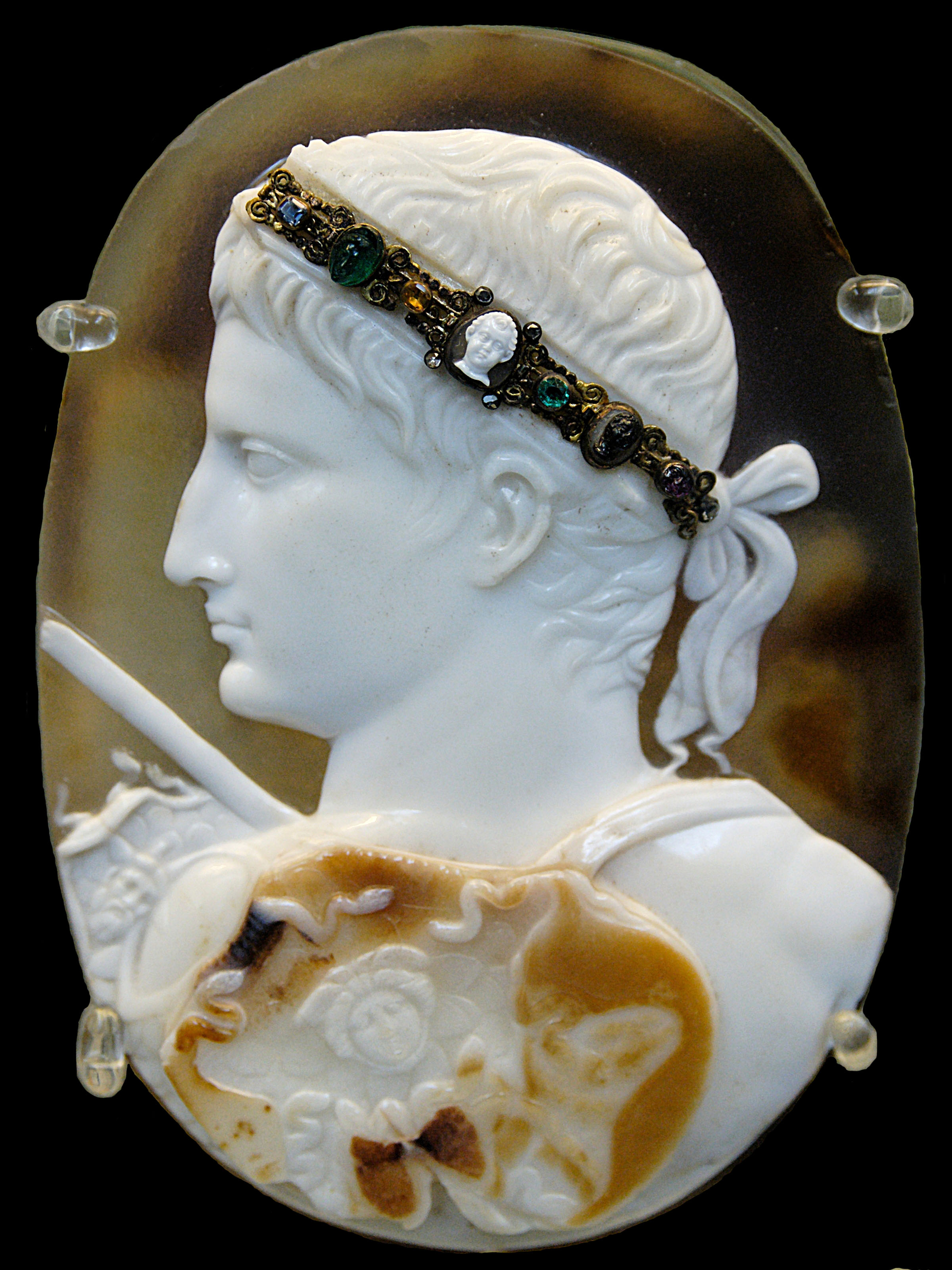
بلاكاس قميو

بلاكاس قميو هو قميو روماني قديم كبير بشكل غير عادي، بطول يبلغ 12.8 سنتيمتر (5.0 بوصة)، منحوتة من قطعة من الجزع بأربع طبقات متناوبة من الأبيض والبني. تُظهر رأسًا للإمبراطور الروماني أغسطس، وربما يعود إلى فترة قصيرة بعد وفاته في عام 14 ميلاديًا، وربما من 20 إلى 50 ميلاديًا. ظلت القطعة في المتحف البريطاني منذ عام 1867، عندما حصل المتحف على مجموعة من الآثار الشهيرة التي ورثها لويس، دوق القميو عن والده، بما في ذلك كنز أسكلين. وعادة ما يتم عرضها في الغرفة 70.

## معرض صور

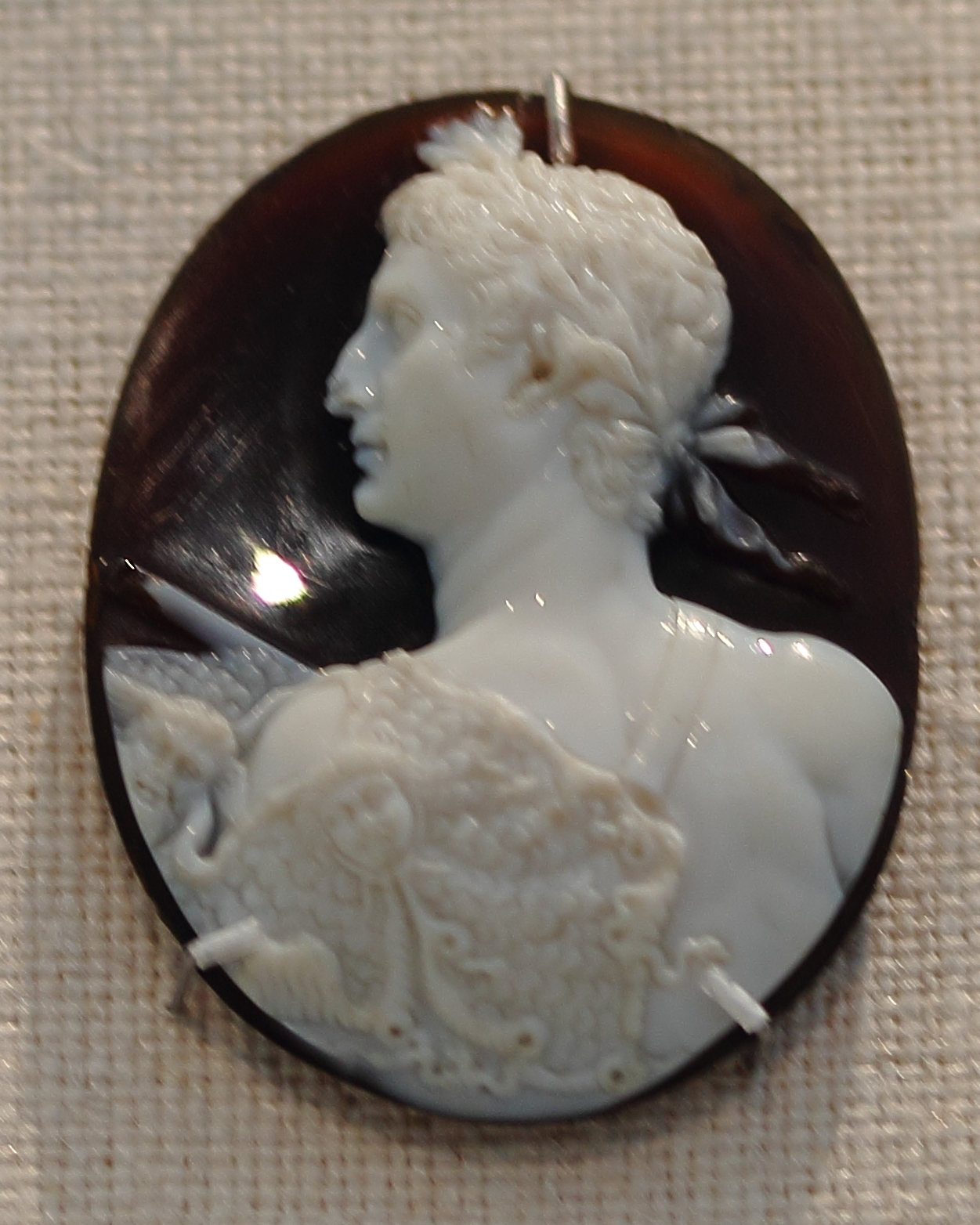
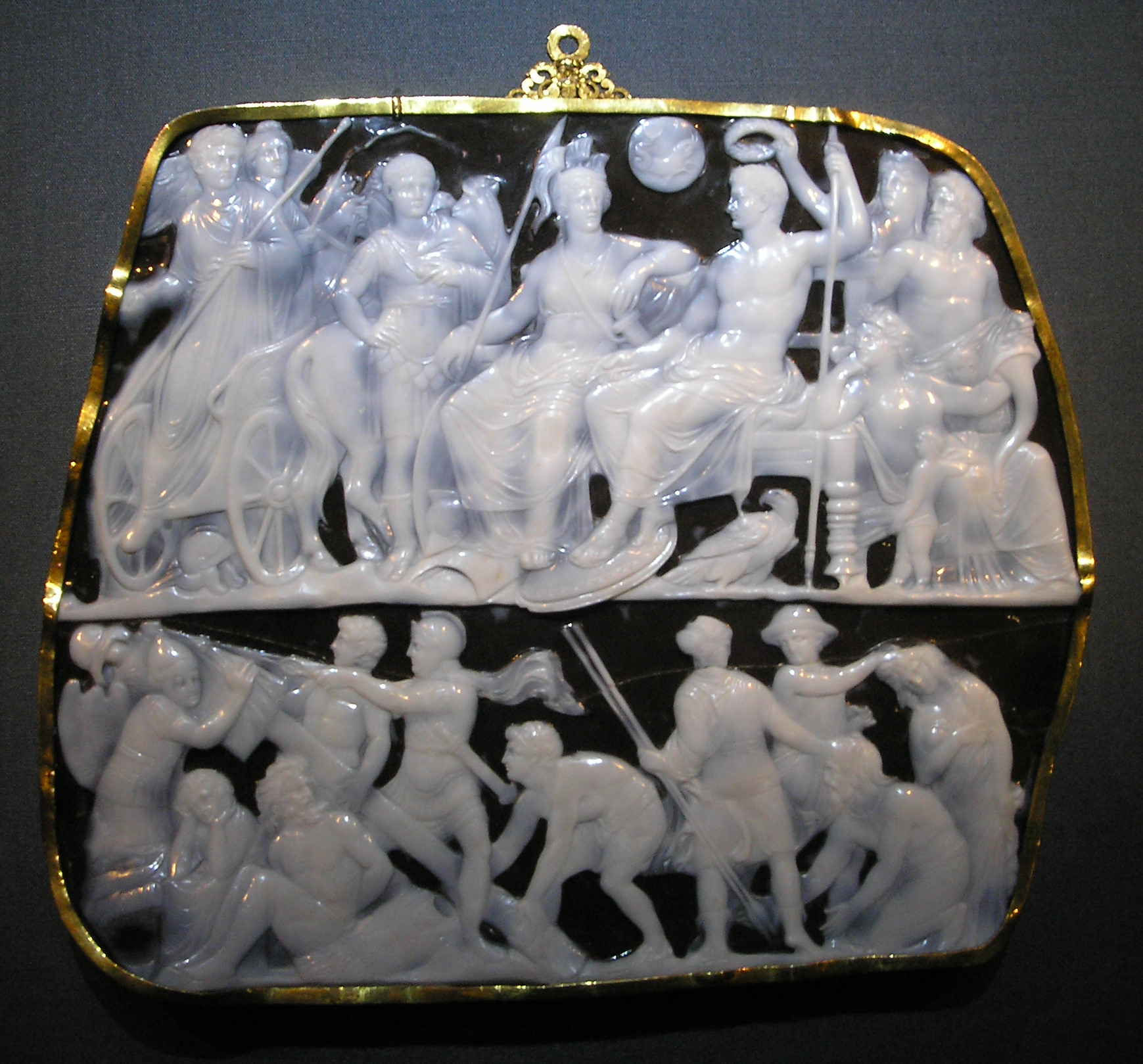
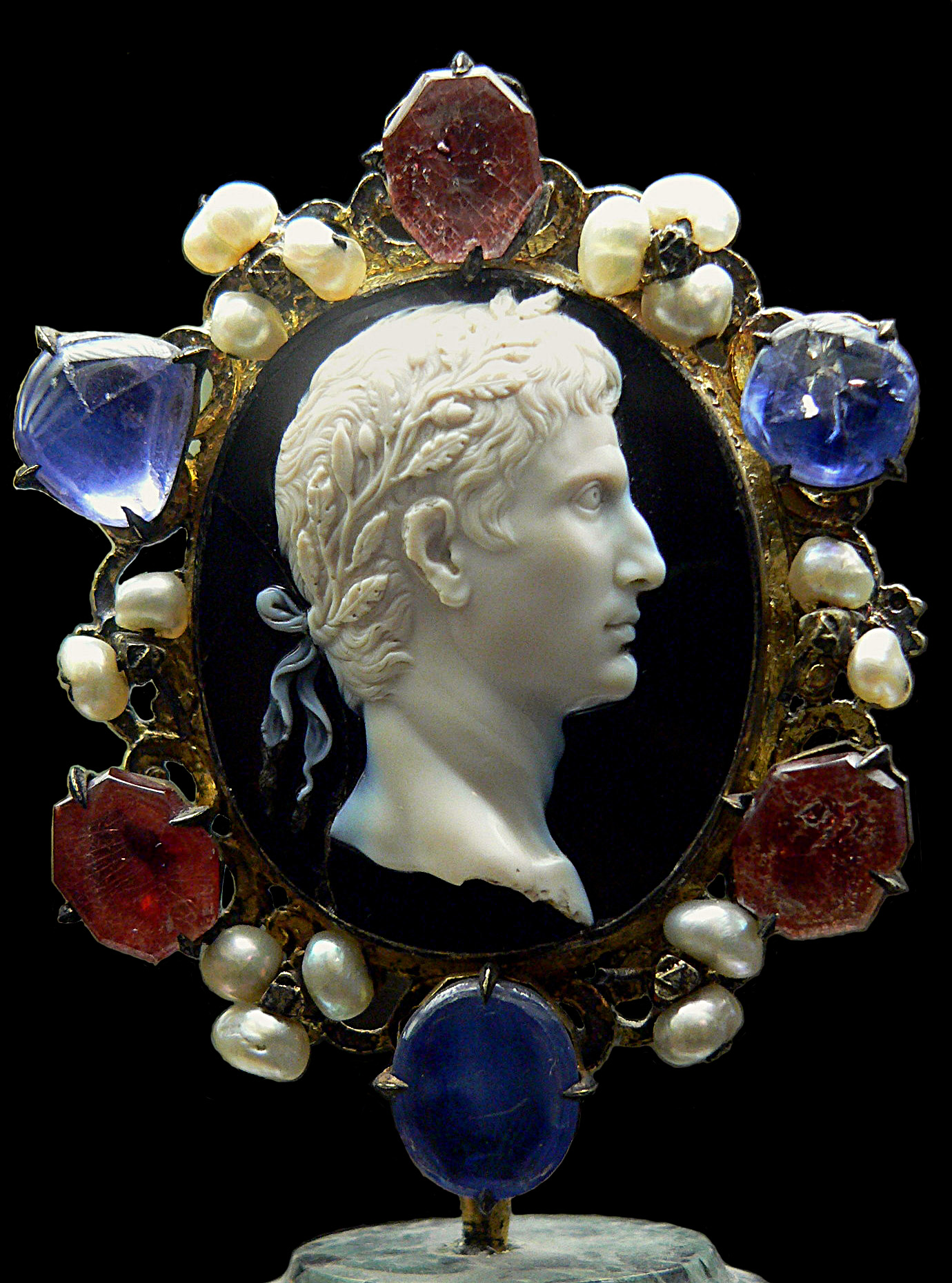
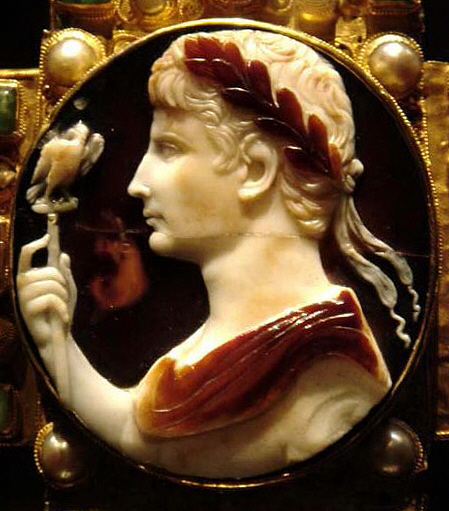